# 新城堡 (拜罗伊特)

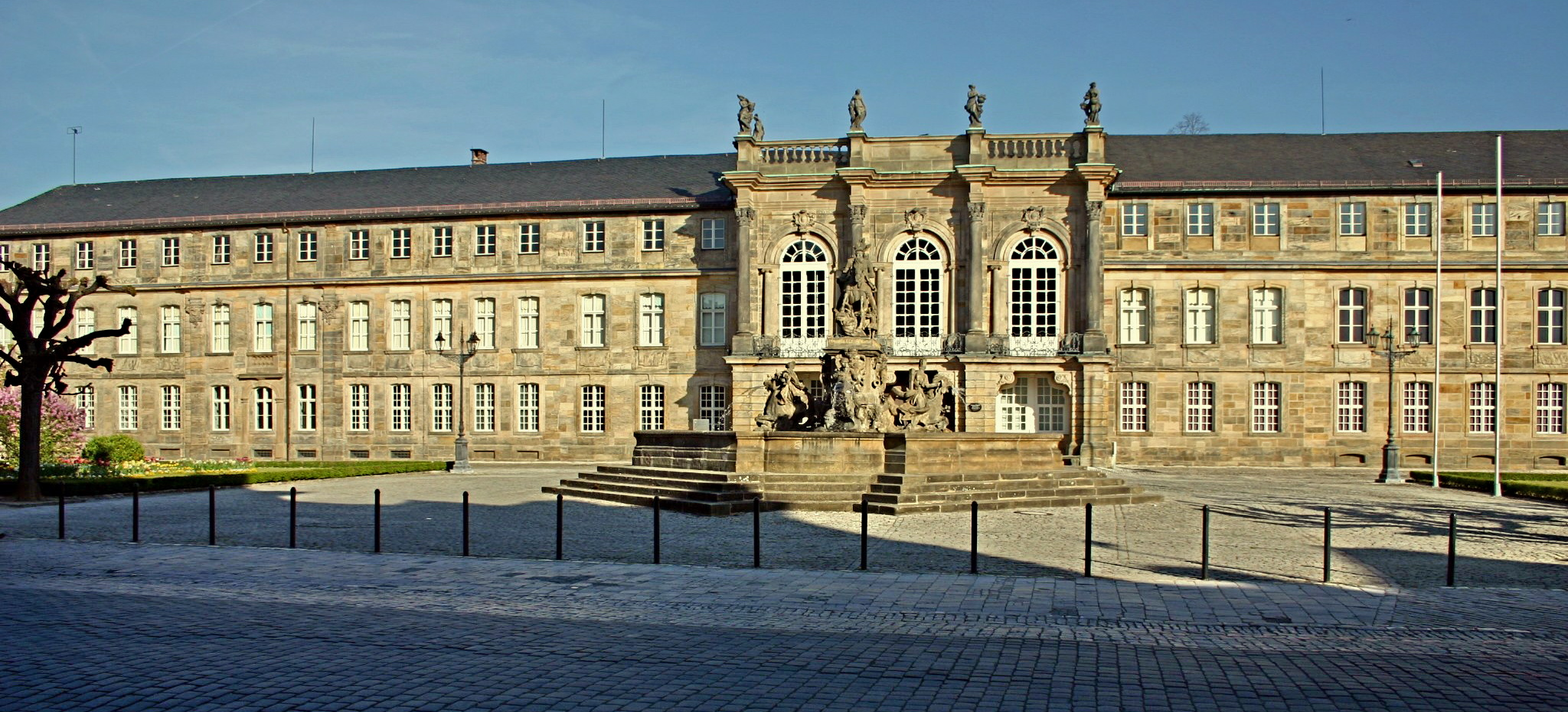
立面与喷泉

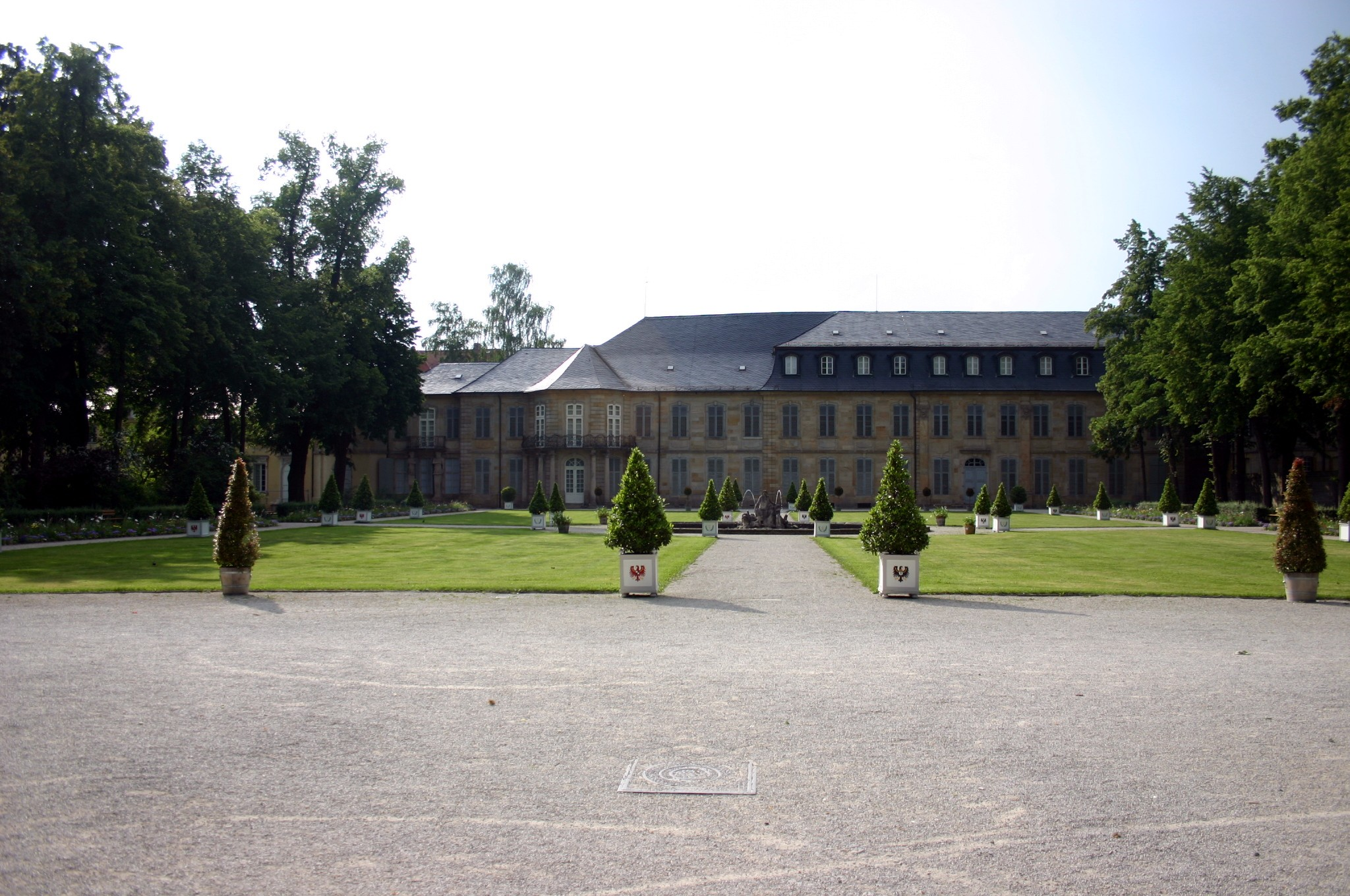
从宫廷花园看新城堡

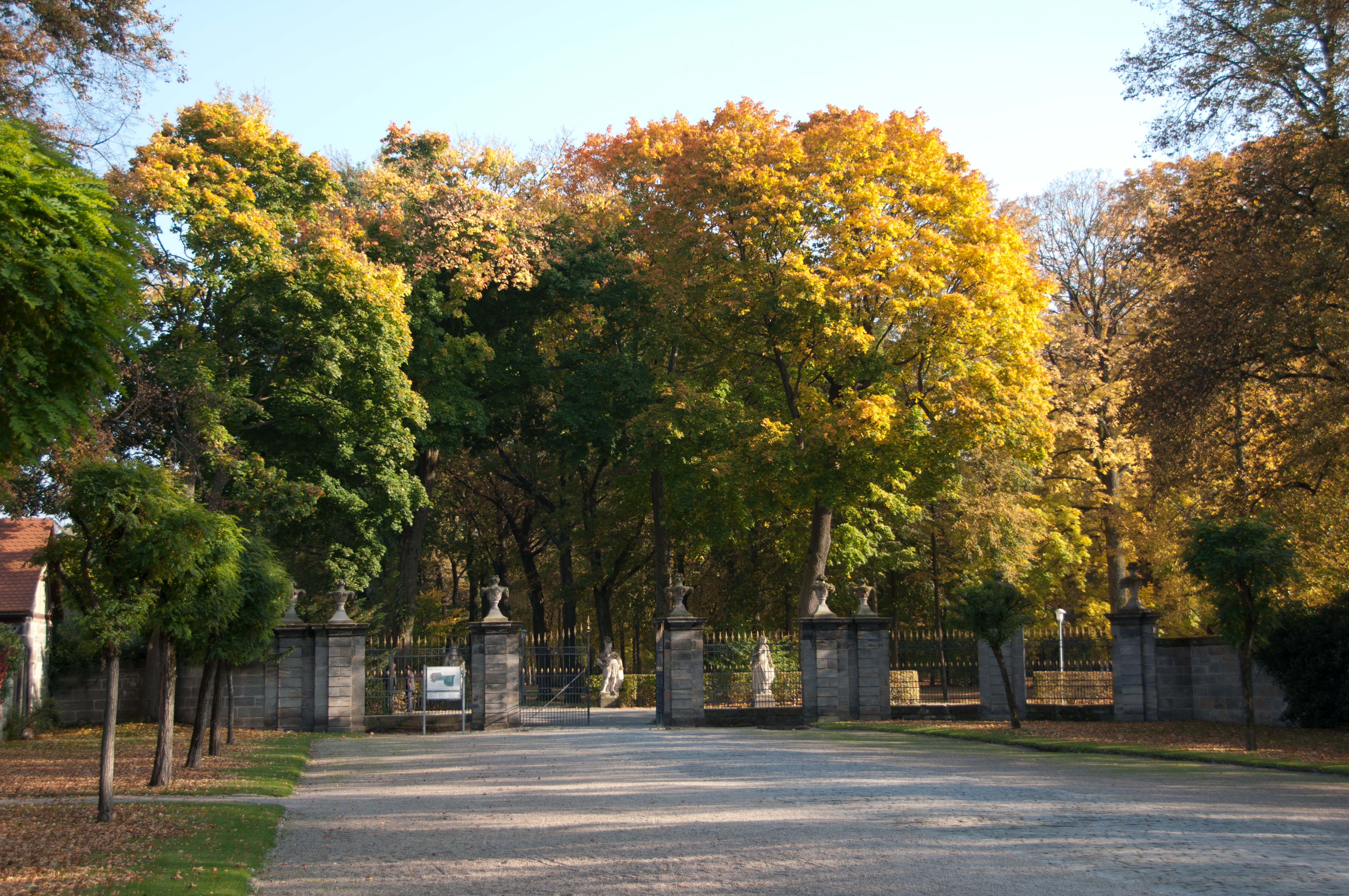
从新城堡看宫廷花园

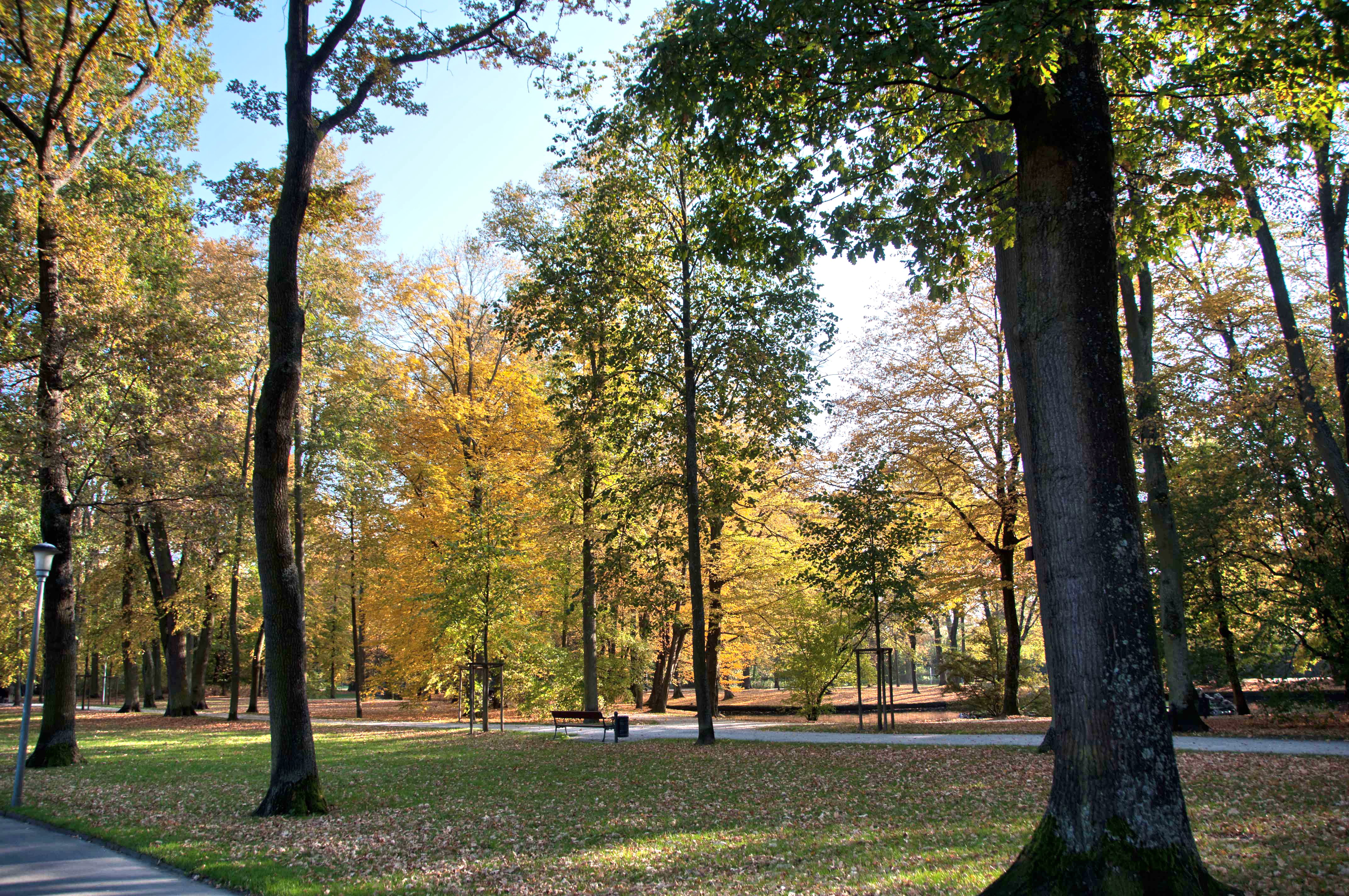
秋季的宫廷花园

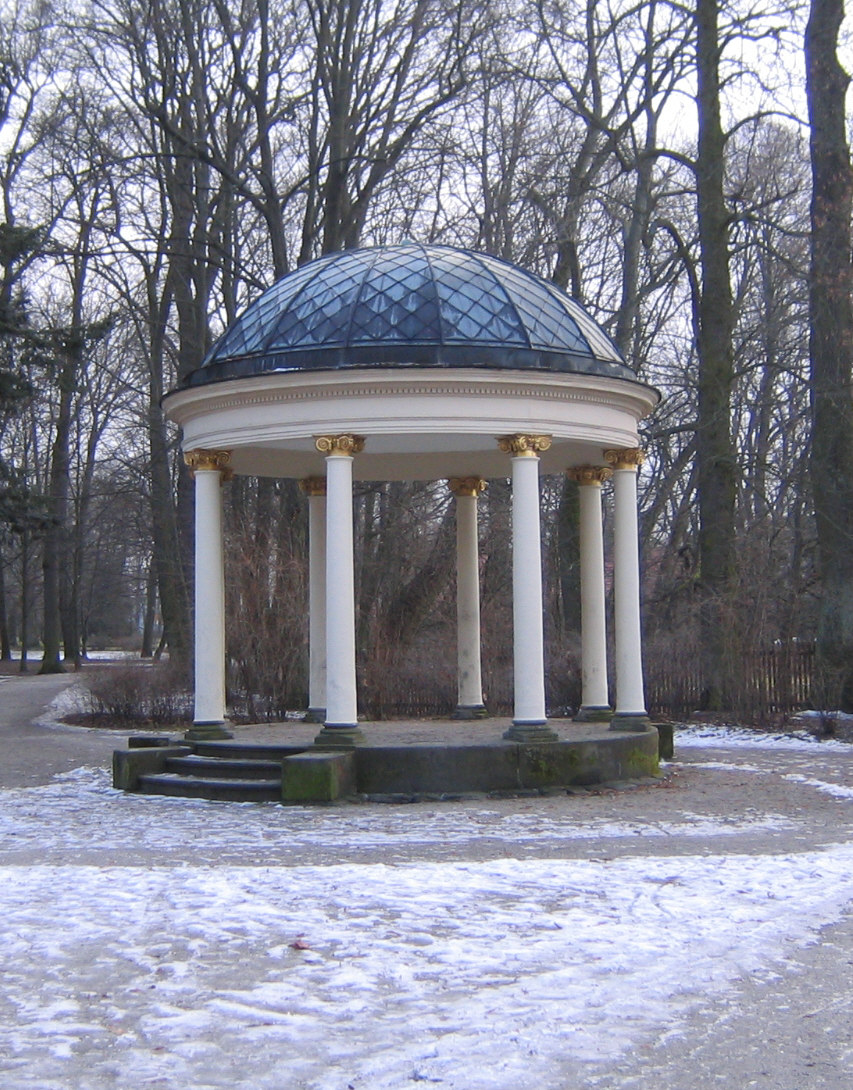
宫廷花园的亭子

新城堡（Neue Schloss）位于德国巴伐利亚州城市拜罗伊特，是勃兰登堡-拜罗伊特侯爵的宫殿，建于1753年，为18世纪德国建筑的主要作品之一。

## 建筑史
1753年，勃兰登堡-拜罗伊特侯爵弗里德里希三世和侯爵夫人普鲁士的威廉明娜在旧城堡毁于火灾后，修建新城堡，设计者是侯爵的宫廷建筑师约瑟夫·圣皮埃尔。 
威廉明娜积极地参与了新城堡的规划，建造了装饰华丽的宴会厅。她的哥哥，普鲁士的腓特烈二世说，还没有其他建筑物能获如此高度评价。新城堡和侯爵夫妇的其他建筑一起，被称为“拜罗伊特洛可可”风格。

## 宫廷花园
新城堡的东部是宫廷花园。这里在1580年是一个菜园，1679年以后改建成为游乐的花园。花园设计了一条对称轴，两侧分出较窄的小径，通往小树林。目前花园占地约13公顷。